# Витус Беринг
Вижте пояснителната страница за други личности с името Беринг.
Витус Йонассен Беринг (на датски: Vitus Jonassen Bering) е датски навигатор на руска служба, капитан-командир, известен сред руските моряци като Иван Иванович. Първият европеец, който достига до Аляска и Алеутските острови.
Минава на руска служба още през 1703 г., постепенно се издига в йерархията. В периода 1710 – 1712 г. служи в Азовската флота и участва в Руско-турската война.

## Произход, образование и ранна кариера (1681 – 1725)
Роден е на 12 август 1681 година в град Хорсенс, Дания. Завършва морския кадетски корпус в Амстердам и усъвършенства морските си умения като плава в Балтийско море. През 1703 извършва плаване до Индия и същата година по покана на Петър I постъпва на руска служба. През 1707 е произведен в чин поручик. В периода 1710 – 1712 г. служи в Азовския и Балтийски флот.
По време на Руско-турската война (1710 – 1713) участва в Прутския поход, като командва 22-оръдеен кораб и през 1715 е произведен в капитан IV ранг. Към края на Северната война (1699 – 1721) е вече капитан на 90-оръдейна фрегата. След приключването на войната подава оставка, но през 1724 по заповед на Петър I се връща във флота, произведен е в капитан 1-ви ранг и е назначен за ръководител на Първата камчатска експедиция.

## Експедиционна дейност (1725 – 1741)

### Първа камчатска експедиция (1725 – 1730)

#### Организация на експедицията (1725 – 1728)
От 1725 до 1730 е водач на Първата камчатска експедиция. По замисъла на императора е необходимо „На Камчатка или на друго място да се построят два кораба. С тези кораби да се плава покрай земите на север, за да се стигне Америка“.
Беринг, заедно с помощниците си Алексей Чириков и Мартин Шпанберг, организира доставката на снаряжението на експедицията през Сибир до тихоокеанското крайбрежие, за което били необходими три години. Експедицията потегля официално на 24 януари 1725 и след близо две години на 1 октомври 1726 през Сибир на коне, пеша и с кораби по реките, първата група водена от Беринг пристига в Охотск. В последния, най-труден участък от пътя между река Юдома и Охотск, оборудването на експедицията се пренася на шейни теглени от хората. 15 души умират от студ и глад, а много други дезертират. Последната група водена от Мартин Шпанберг пристига в Охотск едва на 6 януари 1727, където са построени землянки и дървени къщи, в които се настаняват хората до края на зимата.
В началото на септември 1727 с два малки кораба участниците се прехвърлят в Болшерецк, на западното крайбрежие на Камчатка. От там значителна част от оборудването до началото на зимата е прекарано с лодки по реките Болшая и Камчатка до Нижнекамчатск, на източния бряг на полуострова, а през зимата останалите багажи са пренесени с кучешки впрягове.

#### Плаване покрай източните брегове на Североизточна Азия (1728)
Към средата на лятото на 1728 г., с неимоверни усилия и напрежение, е построен малък кораб „Свети Гавраил“, с който на 14 юли експедицията отплава на север покрай източния бряг на Азия. Заснема и картографира около 600 км от северната половина на източното крайбрежие на п-ов Камчатка, в т.ч. п-ов Камчатски и п-ов Езерен, Карагинския залив и остров Карагински. Беринг и Чириков грубо картират около 2500 км от бреговата линия на Североизточна Азия.
В началото на август, на 65°50′ с. ш. 179°10′ з. д. / 65.833333° с. ш. 179.166667° з. д., вторично откриват залива Кръст и южното крайбрежие на полуостров Чукотка до нос Чукотски включително (64°15′ с. ш. 173°15′ з. д. / 64.25° с. ш. 173.25° з. д.), в т.ч. залива Провидения (вторично,64°25′ с. ш. 173°15′ з. д. / 64.416667° с. ш. 173.25° з. д.) и остров Сейнт Лорънс (10 август, най-големия остров в Берингово море). На 13 август корабът преминава през Беринговия проток без да е видян на изток брега на Северна Америка, на 15 август в Чукотско море достигат до 67º 18` с.ш. и поемат обратно, като в протока откриват остров Ратманов (Голям Диомид). Определят координатите на редица крайбрежни пунктове от нос Дежньов до нос Лопатка.

#### Завършване на експедицията и резултати (1729 – 1730)
След завръщането си участниците в експедицията провеждат ново зимуване в Нижнекамчатск. През лятото на 1729 Беринг прави нов опит за достигане на американския бряг, но на 8 юли, три дни след излизането му в открито море и след като изминава около 200 км на изток, поради силния насрещен вятър и мъглата, заповядва да се върнат обратно. Корабът заобикаля Камчатка от юг и на 24 юли акостира в Охотск. По време на това плаване руснаците описват и картират южната половина на източния и малка част от западния бряг на полуострова на протежение над 1000 км.
През февруари 1730 Беринг се завръща в Петербург след петгодишно отсъствие. Той не успява да разреши основната му поставена задача, но все пак завършва откриването на североизточното крайбрежие на Азия. Заедно с Алексей Чириков и мичмана Пьотър Авраамович Чаплин съставя карта на Северизточна Азия, която е високо оценена от такива специалисти като Джеймс Кук, която значително превъзхожда своите предшественици по точност и достоверност на изобразеното крайбрежие. Естествено, картата има и много неточности. Полуостров Камчатка е силно скъсен, Анадирския залив е много малък, неверни са очертанията и на Чукотския п-ов.

### Втора камчатска експедиция (1733 – 1741)

#### Организация на втората експедиция (1733 – 1741)
След завръщане от първата си експедиция в Петербург, Беринг дава обширен отчет за извършеното през тези пет години и предлага грандиозен проект за нова експедиция, която да проведе всестранно изучаване на северното крайбрежие на Русия, вътрешните райони на Сибир и плаване към бреговете на Америка и Япония. Проектът е одобрен и той е назначен през 1733 за ръководител на Втората камчатска експедиция, в която участват около 6 хил. души, като към всеки отряд са прикомандировани и научни работници. По своите мащаби, размах и достигнатите от нея резултати няма равни в световната история на географските открития. Руските пътешественици и мореплаватели изследват и картират северните брегове на Русия от Архангелск до Чукотка, достигат Америка и Япония, откриват Аляска и Алеутските о-ви. Половин век след Беринг великия английски мореплавател Джеймс Кук пише: „Отдавайки дължимото към паметта на Беринг, аз съм длъжен да кажа, че той много добре е обозначил тези брегове, а ширините и дължините на носовете е определил с такава точност, която трудно би трябвало да се очаква“.
В началото на 1734 цялата експедиция начело с Беринг се събира в Тоболск. Оттам той изпраща няколко сухопътни отряда от геодезисти за картиране на бреговете на Северния ледовит океан и заминава за Якутск, където пристига в края на октомври. Цели три години Беринг пребивава в Якутск, като организира строителството на няколко ковашки и въжарски работилници, събирането на смола и изработването на такелажа за корабите, оказва помощ на попадналия в тежко положение отряд на Мартин Шпанберг, обезпечава транспортирането на оборудването и припасите до Охотск. В Якутск се събират около 800 участници от различни отряди на експедицията – офицери, научни работници, топографи, майстори, матроси, войници и заточеници за превозване на товарите. В отговор на настойчивите му молби за помощ бездействащите местни власти започват да пишат доноси в столицата и всячески се опитват да възпрепятстват набавянето на продоволствия и оборудване. Въпреки всичко Беринг напуска Якутск и заминава за Охотск едва тогава, когато се убеждава, че всички отряди са оборудвани и обезпечени с провизии. В Охотск пристига през есента на 1737 и отново цели три години се бори с множество трудности по организацията на експедицията, много от които са по вина на местния комендант. Построени са два нови, големи кораба „Свети Петър“ и „Свети Павел“ с водоизместимост около 200 т. В началото на септември 1840 отплава за Камчатка. На източния бряг на полуострова, в залива Авача експедицията провежда последното си зимуване в новооткрития прекрасен Петропавловски залив, кръстен по името на двата кораба.

#### Откриване на Аляска и Алеутските о-ви и смърт на Беринг (1741)
На 4 юни 1741, осем години след отпътуването си от Петербург, Беринг и Чириков се отправят на изток. Всеки от тях командва по един от двата кораба и с екипаж от 75 души. На 20 юни в гъстата мъгла двата кораба се разделят завинаги. Беринг на „Свети Петър“ поема на североизток. На 17 юли, на 60º 20`с.ш., открива планината Сейнт Елаяс (Свети Илия; връх Кенеди, 5488 м) и спускащият се от нея ледник Беринг, а на 20 юли, на 59°55′ с. ш. 144°25′ з. д. / 59.916667° с. ш. 144.416667° з. д. – остров Каяк. На 22 юли, на 60°05′ с. ш. 147°25′ з. д. / 60.083333° с. ш. 147.416667° з. д., открива остров Монтагю, разположен на изток от полуостров Кенай, на 56°33′ с. ш. 154°06′ з. д. / 56.55° с. ш. 154.1° з. д. – остров Ситкинак, разположен на юг от остров Кодиак, а на 26 юли – големия остров Кодиак. На 2 август открива остров Чириков (55°50′ с. ш. 155°40′ з. д. / 55.833333° с. ш. 155.666667° з. д.). На 4 август открива един от върховете на полуостров Аляска, а на 14 август, на 56°10′ с. ш. 156°45′ з. д. / 56.166667° с. ш. 156.75° з. д. – островите Симиди. На 29 август открива о-вите Шумагин (55°00′ с. ш. 160°00′ з. д. / 55° с. ш. 160° з. д.), на 24 септември – остров Атха, на 25 септември – част от Андреяновските о-ви, в т.ч. на 51°32′ с. ш. 179°00′ и. д. / 51.533333° с. ш. 179° и. д. – остров Амчитка, а на 28 и 29 октомври – Близките о-ви (52°40′ с. ш. 173°30′ и. д. / 52.666667° с. ш. 173.5° и. д.), в т.ч. остров Киска. На 4 ноември, на 55°00′ с. ш. 166°15′ и. д. / 55° с. ш. 166.25° и. д., открива остров Беринг (1660 км2) от групата на Командорските о-ви.
На обратния път „Св. Петър“ попада в райони с щорм и мъгла и претърпява корабокрушение около необитаем остров, който по-късно е наречен Беринг, а цялата група острови Командорски. Там по време на принудителното зимуване Беринг умира на 19 декември 1741.

## Памет
Неговото име носят:
- връх Беринг (3620 м, 60°20′ с. ш. 140°37′ з. д. / 60.333333° с. ш. 140.616667° з. д.) – в провинция Юкон, Канада.
- връх Беринг – в Магаданска област, Русия;
- връх Беринг – на п-ов Чукотка, Русия;
- езеро Витус (60°18′ с. ш. 144°19′ з. д. / 60.3° с. ш. 144.316667° з. д.) – в Аляска;
- залив Беринг (59°10′ с. ш. 149°01′ и. д. / 59.166667° с. ш. 149.016667° и. д.) – северната част на Охотско море, край остров Спафарев;
- залив Беринг (Якутат, 59°44′ с. ш. 139°45′ з. д. / 59.733333° с. ш. 139.75° з. д.) – в северната част на Тихия океан, Аляска;
- ледник Беринг (60°13′ с. ш. 143°18′ з. д. / 60.216667° с. ш. 143.3° з. д.) – в Аляска;
- Берингово море – в северната част на Тихия океан, между Азия и Северна Америка;
- нос Беринг – в Магаданска област, Русия;
- нос Беринг (65°00′ с. ш. 175°53′ з. д. / 65° с. ш. 175.883333° з. д.) – на п-ов Чукотка, Русия;
- остров Беринг (55°00′ с. ш. 166°18′ и. д. / 55° с. ш. 166.3° и. д.) – в Берингово море, Командорски острови, Русия;
- полуостров Беринг – в Магаданска област, Русия;
- Берингов проток – разделящ Азия от Северна Америка и свързващ Тихия със Северния ледовит океан;
- река Беринг – в Аляска, от басейна на залива Аляска;
- село Беринговски (63°05′ с. ш. 179°21′ и. д. / 63.083333° с. ш. 179.35° и. д.) – на п-ов Чукотка, Русия.